# Cantone di Ormesson-sur-Marne
Il Cantone di Ormesson-sur-Marne era una divisione amministrativa dell'arrondissement di Nogent-sur-Marne.
È stato soppresso a seguito della riforma complessiva dei cantoni del 2014, che è entrata in vigore con le elezioni dipartimentali del 2015.
Comprendeva i comuni di:
- Noiseau
- Ormesson-sur-Marne
- La Queue-en-Brie